# Santiago Fernández (músico)
Santiago (Santi) Fernández García (Málaga, Andalucía, 28 de agosto de 1967) es un músico, compositor y productor español. Actualmente es el batería del grupo Los Secretos.

## Biografía
Santi Fernández estudió solfeo en el conservatorio de Alcalá de Henares, batería en la escuela de Pepe Sánchez y posteriormente con Toni Moreno en el Taller de Músicos. también participó en seminarios y máster clases en Madrid y Londres con Peter Erskine, Joe Hunt y Bob Moses. Comenzó su carrera profesional como batería de Mari Trini en 1985. 
En 1991 forma parte del grupo Pop de Block y fue coescritor en el tema “Cómic”.  Después hizo gira por España con Modestia Aparte.
En 1992 gira con Massiel y Pablo Abraira. Desde el 1993 hasta 1996 fue el batería de Sergio Dalma y participó en la gira de David Summers en Estados Unidos y Sudamérica.
En 1996 formó parte del grupo Hablando de Harry, componiendo el tema Mátame y fue coescritor de la canción Déjame que tenga vicios.  En 1997 giró con Alberto Comesaña. Finalmente en 1998 se unió a la banda de Álvaro Urquijo y posteriormente fue el penúltimo miembro en unirse al grupo Los Secretos.
Mientras tanto también formó parte de la banda de José María Granados y grabó el primer disco de Álex Ubago.
Ha participado en bandas tributo como Tutto Toto, tocando regularmente en bares y fiestas de Madrid con versiones de Toto, Steely Dan y The Police.
Fundó SantaRosa Surround Estudio en 2000, un estudio de grabación y producción en el cual se han grabado discos de artistas como Marta Sánchez, Los Secretos, Antonio Vega, Modestia Aparte, José María Granados, La Guardia, Miguel Costas, Andrés Suárez y Chema Vargas entre otros.  
Como compositor ha escrito canciones del disco de 39 Grados (en el que además toca la batería, guitarra y teclados) y la canción “Sin Aire”  del último disco de  Los Secretos “En Este Mundo Raro”.

## Discografía (como músico)
- Hablando De Harry (1999)[4]
- 39 Grados (2005)[5]
- Modestia Aparte: Modestamente... hasta siempre (1994)
- Sergio Dalma: En concierto (1996)
- Alex Ubago: Que pides tu (2001)
- Chema Vargas: Mundo en espiral (2006)
- Chema Vargas: Corazones raros (2008)
- Placi & Exministros: Mi viejo barrio (2008)
- José María Granados: En Madrid (2007)
- Javier de Torres: Insolente (2007)
- Lila Herranz: Escuchame (2011)
- Los Secretos: A tu lado - Un homenaje a Enrique Urquijo (2000)
- Los Secretos: Solo para escuchar (2002)
- Los Secretos: Con cierto sentido (2003)
- Los Secretos: Una y mil veces (2006)
- Los Secretos: 30 años (2007)
- Los Secretos: Gracias por elegirme - Las Ventas 10 de octubre de 2008 (2008)
- Los Secretos: En este mundo raro (2011)
- Los Secretos: Sinfónico (2012)
- Los Secretos: Cuéntame "Single"  (2014)
- Los Secretos: Algo Prestado  (2015)
- Los Secretos: Mi Paraíso  (2019)
- Los Secretos: Pero a tu lado 2020 "Single" (2020)
- Los Secretos: Eres tú (con El Consorcio)"single" (2020)
- Los Secretos: Desde Que No Nos Vemos- Concierto Homenaje a Enrique Urquijo (2021)

## Discografía (como técnico de sonido y/o productor)
- Modestia Aparte: Esto Debe Ser Amor (2004)
- Marta Sánchez - En Directo (2005)
- 39 Grados (2005)[5]
- Cien Gaviotas Dónde Irán - Un Tributo a Duncan Dhu (2005)
- José María Granados: Ciencia Ficción (2006)
- Klepsidra: Muda Tu Piel (2006)
- Los Secretos: 30 años (2007)
- José María Granados: En Madrid (2007)
- José María Granados: Guárdame un Sitio (2008)
- Modestia Aparte: Veinte (2008)
- Placi & Exministros: Mi viejo barrio (2008)
- Klepsidra: Cuando pierda la fe (2009)
- Guere: La Gran Casa (2010)
- La Guardia: Buena Gente (2011)
- Costas: Costas is Back (2011)
- Modestia Aparte: Cosas de la edad - Vivo (2011)
- Chema Vargas: Corazones Raros (2011)
- Chema Vargas: Mundo en Espiral (2011)
- Zoomao
- El sueño de Ícaro: Sencillo (2011)[6]
- Amigos de Barra (2011)
- Andrés Suárez: Cuando Vuelva la Marea (2011)
- Lila Herránz: Escúchame (2011)
- Laguna: octubre en las Heridas (2012)
- Adiós Cordura: 12 Carreteras (2017)
- La Voz del Desierto: Tu Rostro buscaré (2017)[7]